# Лангер, Люцина
Люцина Лангер (в девичестве Калек) (пол. Lucyna Langer (Kałek); род. 9 января 1956, Мысловице) — польская легкоатлетка (барьерный бег), призёр розыгрышей Кубков Европы и мира, чемпионка Европы, бронзовый призёр летних Олимпийских игр 1980 года в Москве.

## Карьера
Специализировалась в беге на 100 метров с барьерами. В 1979 году стала чемпионкой летней Универсиады в Мехико. Серебряный (1983) и бронзовый (1981) призёр розыгрышей Кубка Европы. Чемпионка Европы 1982 года. Победительница чемпионата Европы 1984 года в помещении. Бронзовый призёр розыгрыша Кубка мира 1981 года в Риме.
На Олимпиаде в Москве Лангер завоевала бронзовую медаль с результатом 12,65 с, пропустив вперёд советскую спортсменку Веру Комисову, победившую с олимпийским рекордом (12,56 с), и представительницу ГДР Йоханну Клир (12,63 с). В эстафете 4×100 метров с барьерами сборная Польши, за которую выступала Лангер, заняла 7-е место.